# Wanstead House

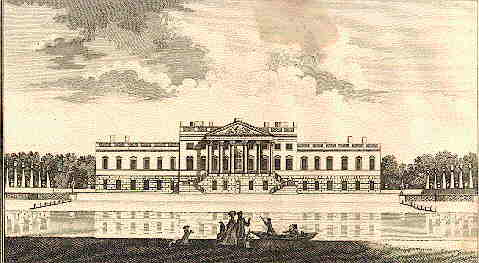
Wanstead House, tal como foi construída, ilustrada em The Complete English traveller (Londres, 1771), de Nathaniel Spencer.

Wanstead House foi um palácio inglês situado em Wanstead, no borough londrino de Redbridge. Erguia-se no interior dum parque que ainda existe actualmente, o Wanstead Park. 
O parque está classificado com o grau II e tem uma área de cerca de 57 hectares (140 acres), sendo limitado pela Aldersbrook Estate e pelo cemitério da City de Londres a sul, pelo Rio Roding a leste, pelo Wanstead Golf Club a norte e pela Blake Hall Road a oeste. Faz parte da Epping Forest, comprada pela City of London Corporation em 1881, inctituição que a possui e administra desde então.

## História

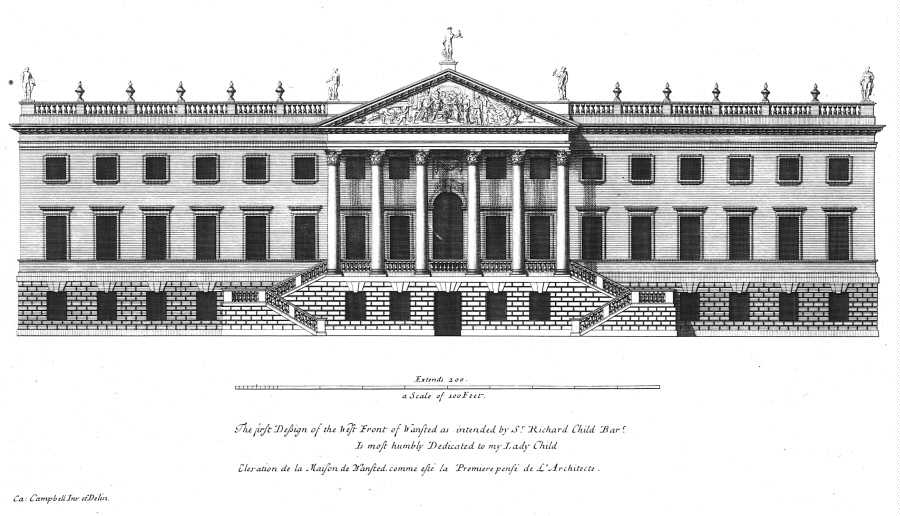
O desenho original pensado para Wanstead House, concluido sem os pisos superiores das alas laterais. A fachada tinha 60 metros de comprimento.

Wanstead House foi um dos edifícios-chave do desenvolvimento da Arquitectura Palladiana em Inglaterra. Em 1715, Sir Richard Child, 3º Baronete, contratou o arquitecto escocês Colen Campbell para desenhar Wanstead House, um grande palácio rural que devia substituir o mais antigo existente na sua propriedade; a casa inicial (por vezes conhecida como Wanstead Manor para se distinguir do edifício palladiano) pode ser traçada até 1271, embora tenha sido extensamente reconstruída em estilo Tudor no século XVI; este edifício foi visitado pela maior parte dos monarcas ingleses Tudor. O edifício palladiano posterior foi desenhado para rivalizar com palácios como o Blenheim Palace. Quando foi construido, cobria uma área de 260 por 70 pés. O pórtico na fachada principal tinha seis colunas coríntias. Mais tarde, os campos foram melhorados com o conselho do famoso desenhador de jardins George London - estes podiam competir com os do Palácio de Versalhes. A família Child também era proprietária do Osterley Park e de Middleton Hall.

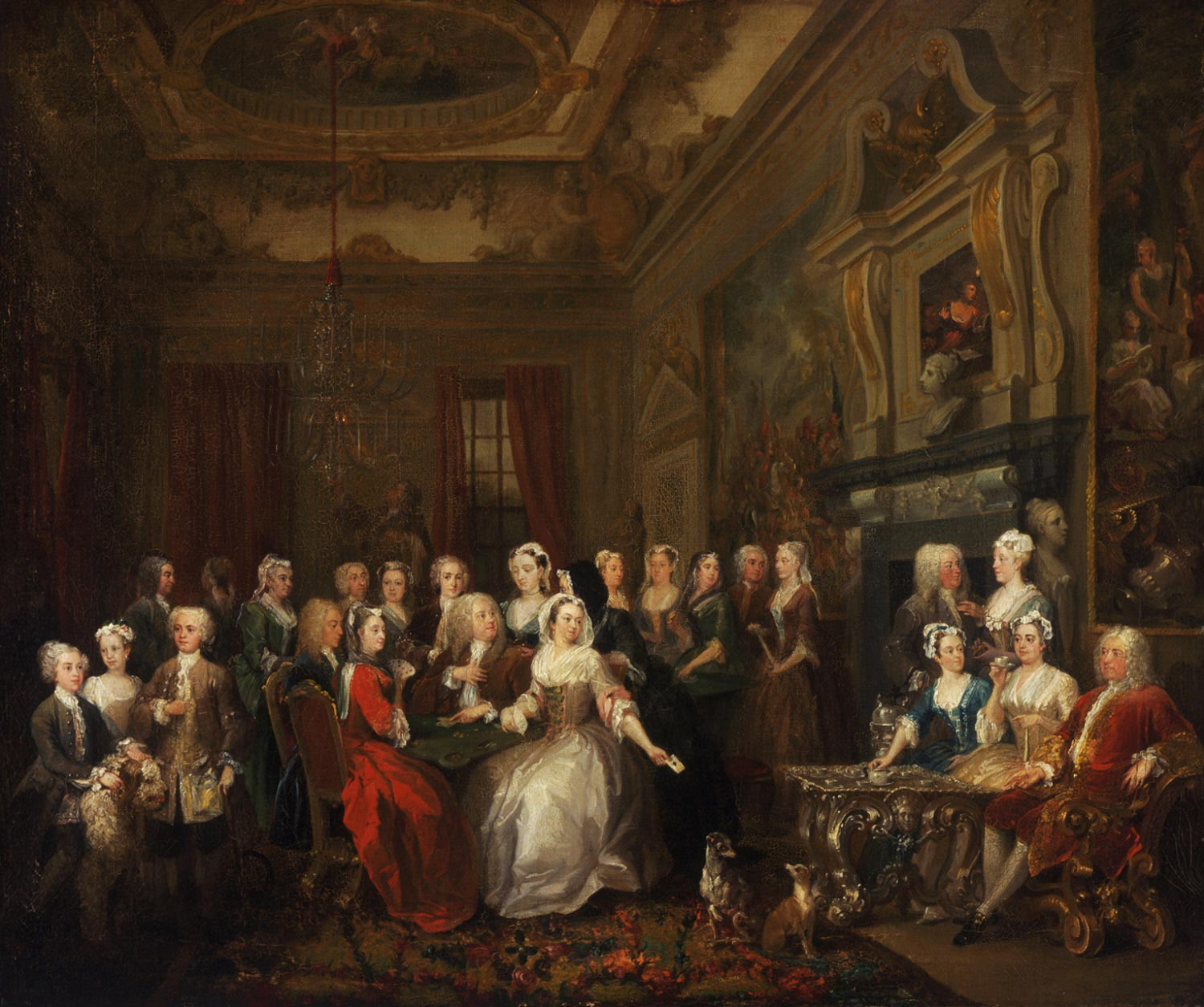
Assembleia em Wanstead House, por William Hogarth (meados do século XVIII.

Quando Sir Richard Child faleceu, em 1750, sucedeu-lhe o seu filho John Tylney, o 2º Conde Tylney. John não tinha descendentes, pelo que as suas propriedades acabaram por passar para o neto bebé da sua irmã, Sir James Tylney Long, 8º Baronete. Sir James (filho de Sir James Tylney-Long, 7º Baronete), faleceu em 1805, com 11 anos de idade, e a propriedade passou para a sua irmã Catherine Tylney-Long, que casou, em 1812, com William Pole-Tylney-Long-Wellesley, 4º Conde de Mornington. Para satisfazer as dívidas de Long-Wellesley, de mais de 250.000 libras, os conteúdos do palácio foram vendidos em leilão em Junho de 1822, o leilão estendeu-se por 32 dias. Como não foi possivel encontrar qualquer comprador para o palácio, este foi demolido e vendido por 10.000 libras para pagar aos credores, embora a sua construção tenha custado cerca de 360.000 libras. 
Wanstead Park e as propriedades da casa circundantes foram vendidas posteriormente, sendo abertos oficialmente pela primeira vez pela City of London Corporation em 1882.
Assim como os tanques, ainda restam alguns dos velhos edifícios. O Templo é o mais proeminente, sendo os outros a Gruta (localizada nas águas ornamentais) e o quiosque refrescante. O Templo e a Gruta foram ambos consruidos ao mesmo tempo, por volta de 1760. Actualmente são ambos edifícios classificados.
Nos finais de Abril o Chalet Wood é inundado com bluebells floridos.
O parque tem acesso por Wanstead via Warren Road. A estrada deixa de ter personalidade jurídica desde a entrada no parque. A estrada termina num bem conhecido marco no tanque Heron chamdo "Posts". Juntamente com a estrada, existem várias entradas no parque. Uma delas conduz a uma larga parcela de relva, que se estende por várias centenas de jardas para baixo até ao tanque ornamental, localmente chamado de "Glade". A outra entrada principal para peões é feita pela Wanstead Park Road a sul da Redbridge tube station, com o caminho pedestre a ataravessar a movimentada Estrada Circular Norte A406.

## Actividades e eventos

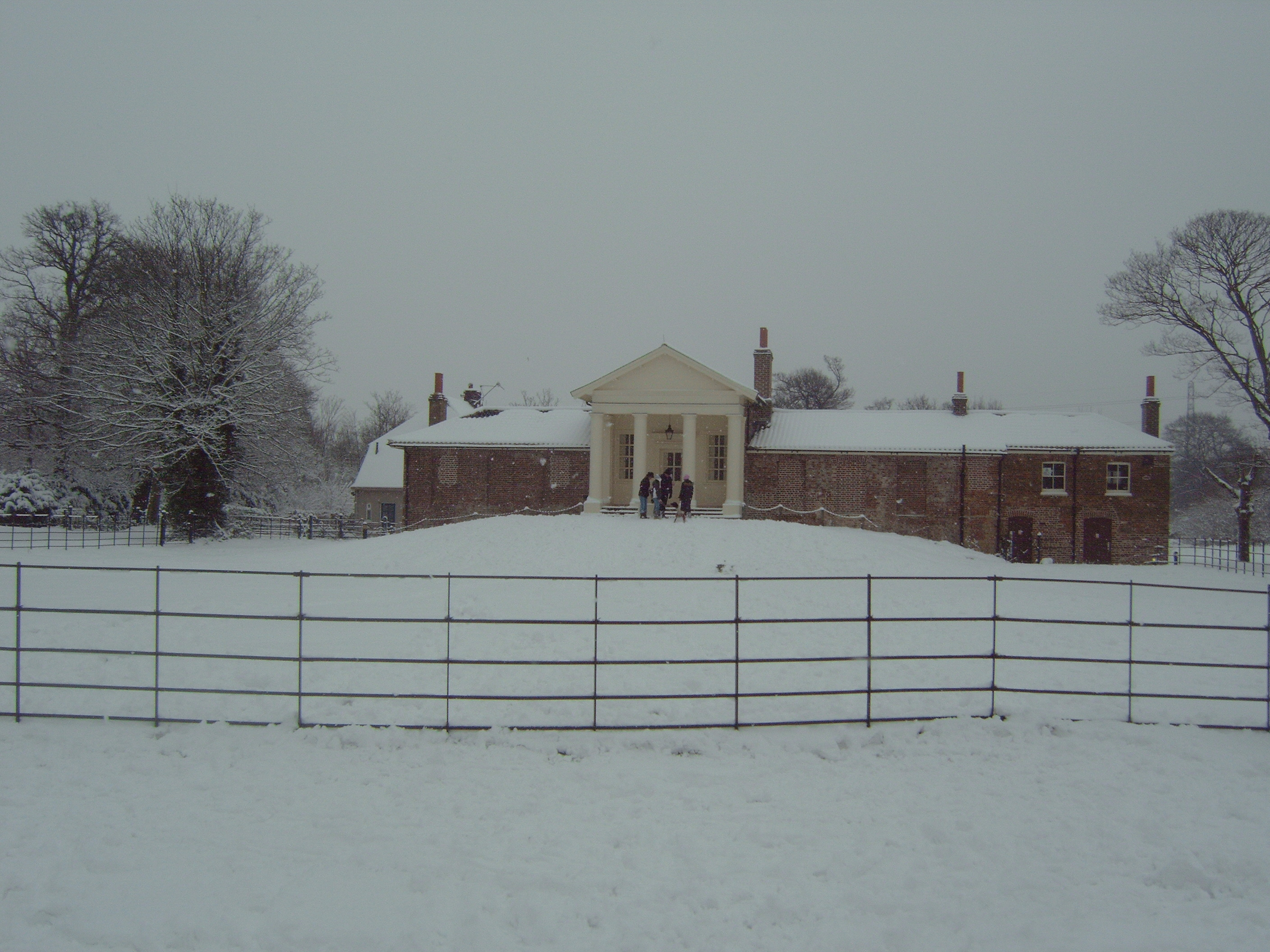
O Templo no Wanstead Park.

Actualmente, o Templo está aberto todos os fins de semana com exposições sobre a história de Wanstead Park e achados escavados na gruta do século XVIII e da "Villa Romana Perdida". A entrada é livre. Podem recolher-se folhetos gratuitos sobre a Epping Forest ou fazer-se um browser na loja para outros guias e folhetos, brinquedos tradicionais e outros elementos atraentes.
Horário de Inverno (Outubro a Março:  10.00 - 15.00 horas  
Horário de Verão (Abril a Setembro:   12.00 - 17.00 horas
A City e Londres desenvolve um programa de eventos no Templo e no exterior, incluindo dias de artesanato em família, teatro ao ar livre e apresentações musicais. Para mais detalhes pode consultar-se o site da City de Londres.
Outro evento é a Música no Wanstead Park, realizado no início do Verão. O evento é organizado pela Aldersbrook Families Association.
Nas águas ornamentais e no Tanque Perch, a pesca é permitida, mas apenas na época própria.

## Literatura
Epping Forest: Then and Now, por Winston G Ramsey e Reginald L. Fowkes. Publicado por  Battle of Britain Prints International Limited em 1986.